# DLX3
DLX3 (англ. Distal-less homeobox 3) – білок, який кодується однойменним геном, розташованим у людей на короткому плечі 17-ї хромосоми. Довжина поліпептидного ланцюга білка становить 287 амінокислот, а молекулярна маса — 31 738.
| 10         |  | 20         |  | 30         |  | 40         |  | 50         |
| ---------- |  | ---------- |  | ---------- |  | ---------- |  | ---------- |
| MSGSFDRKLS |  | SILTDISSSL |  | SCHAGSKDSP |  | TLPESSVTDL |  | GYYSAPQHDY |
| YSGQPYGQTV |  | NPYTYHHQFN |  | LNGLAGTGAY |  | SPKSEYTYGA |  | SYRQYGAYRE |
| QPLPAQDPVS |  | VKEEPEAEVR |  | MVNGKPKKVR |  | KPRTIYSSYQ |  | LAALQRRFQK |
| AQYLALPERA |  | ELAAQLGLTQ |  | TQVKIWFQNR |  | RSKFKKLYKN |  | GEVPLEHSPN |
| NSDSMACNSP |  | PSPALWDTSS |  | HSTPAPARSQ |  | LPPPLPYSAS |  | PSYLDDPTNS |
| WYHAQNLSGP |  | HLQQQPPQPA |  | TLHHASPGPP |  | PNPGAVY    |  |            |

A: Аланін

C: Цистеїн

D: Аспарагінова кислота

E: Глутамінова кислота

F: Фенілаланін

G: Гліцин

H: Гістидин

I: Ізолейцин

K: Лізин

L: Лейцин

M: Метіонін

N: Аспарагін

P: Пролін

Q: Глутамін

R: Аргінін

S: Серин

T: Треонін

V: Валін

W: Триптофан

Кодований геном білок за функцією належить до білків розвитку. 
Білок має сайт для зв'язування з ДНК. 
Локалізований у ядрі.